# Попештій-де-Сус (Румунія)
Попештій-де-Сус (рум. Popeștii de Sus) — село у повіті Алба в Румунії. Входить до складу комуни Ваду-Моцилор.
Село розташоване на відстані 330 км на північний захід від Бухареста, 62 км на північний захід від Алба-Юлії, 64 км на південний захід від Клуж-Напоки.

## Населення
За даними перепису населення 2002 року у селі проживали 144 особи, усі — румуни. Усі жителі села рідною мовою назвали румунську.